# Ралли, Джованна
Джованна Ралли (итал. Giovanna Ralli; 2 января 1935 года, Рим, Италия) — итальянская киноактриса.

## Биография
Родилась 2 января (по другим данным 26 марта) 1935 года в Риме, провинция Лацио, Италия. Дебютировала в кино в семилетнем возрасте — в фильмах Джорджо Бианчи «La maestrina» (1942) и Витторио Де Сика «Дети смотрят на нас» (1943). В 1950 году сыграла эпизодическую роль в драме Альберто Латтуада и Федерико Феллини «Огни варьете». Продолжала играть второстепенные роли молоденьких девушек в фильмах Луиджи Дзампа «Господа, в вагон» (1951), Альберто Латуада «Волк» (1953), Альдо Фабриццио, Джанни Франкиолини и других. В 1955 году исполнила роль Мафальды в экранизации романа Васко Пратолини «Девушка из Сан-Фредиано» (реж. Валерио Дзурлини), в 1959 году сыграла Ольгу в фильме Роберто Росселини «Генерал делла Ровере».
Известность к актрисе пришла в 1960-е годы, Джованна Ралли становится одной из самых популярных кинодив на целое десятилетие. Среди лучших ролей Ралли — Эсперо Били в кинодраме Роберто Росселлини «В Риме была ночь» (1960), фильм получил награду «Золотые ворота» кинофестиваля в Сан-Франциско. Также снялась в фильме Паоло Спинола «La fuga» (1964), фильм получил премию «Серебряная лента» в 1966 году. Наиболее заметными в эти годы стали роли: Анна в триллере Энцо Кастеллани «Холодные глаза страха» (1971), Элида Катеначчо в антифашистской ленте Этторе Скола «Мы так любили друг друга» (1974 года, премия «Серебряная лента», (1975)). После 1977 года у Джованни Ралли был пятнадцатилетний перерыв в кинокарьере. Лишь в начале 1980-х актриса на некоторое время вернулась на большой экран в картине Луиджи Маньи «Arrivano i bersaglieri» (1980) и комедии Серджо Корбуччи «Под вечер» (1981).
С 1991 года Джованна Ралли возобновила активную работу в кино и на телевидении. Из поздних работ выделяется роль Франки Малорни в фильме Карло Ванзина «Обед в воскресенье» (2003) (номинация на премию «Серебряная лента»).

## Семья
Муж (с 1977 по 2013) — Этторе Боски (итал. Ettore Boschi, ум. 2013) — итальянский адвокат.
До брака имела отношения с итальянским сценаристом и кинопродюсером Серджо Амидеи (1904—1981) и английским актером Майклом Кейном (род. 1933).

## Призы и награды
- Премия «Золотые ворота», Сан-Франциско 1960
- Премия «Серебряная лента», 1966, 1975, Италия
- Премия «Золотой орел», 1967, США
- Международная премия «Флайяно», 1993
- Орден «Grande Ufficiale Ordine al merito della Repubblica Italiana» 2003
- Командор Ордена «Commendatore Ordine al merito della Repubblica Italiana», 1995

## Фильмография
- 2014 – Золотой мальчик
- 2008 — Кровь побеждённых
- 1991 — Под вечер
- 1975 — Под каким ты знаком?
- 1974 — Полиция просит о помощи
- 1974 — Мы так любили друг друга
- 1971 — Холодные глаза страха
- 1970 — Пушка для Кордоба
- 1969 — Невидимая женщина
- 1968 — Смертельное падение
- 1968 — Наёмник
- 1966 — Что ты делал на войне, папа?
- 1964 — Горькая жизнь
- 1963 — Лиола
- 1963 — Кармен 63
- 1961 — Да здравствует Италия!
- 1961 — Гораций 62
- 1960 — В Риме была ночь
- 1959 — Генерал делла Ровере
- 1959 — Синева в синеве
- 1959 — Воры
- 1958 — Побежденный победитель
- 1957 — Самый прекрасный момент (Il momento più bello)
- 1955 — Три вора
- 1955 — Гусары
- 1955 — Римские рассказы
- 1955 — Девушки с междугородной
- 1955 — Герой нашего времени
- 1954 — Мадам дю Барри
- 1954 — Девушки из Сан-Фредиано
- 1953 — Любовь в городе
- 1953 — Корабль проклятых женщин
- 1953 — Вилла Боргезе
- 1950 — Огни варьете
- 1944 — Дети смотрят на нас